# Родные и Знакомые Кролика
Родные и Знакомые Кролика (англ. Rabbit’s Friends-and-Relations) — персонажи книг Алана Александра Милна «Винни-Пух» и «Дом на Пуховой Опушке». Впервые они появляются в «Главе второй, в которой Винни-Пух пошёл в гости, а попал в безвыходное положение».

## Особенности переводов
В переводе Бориса Заходера коммуникативный статус Родственников и Знакомых Кролика повышен, в частности, он выделяет «очень маленького Родственника и Знакомого» (англ. one of Rabbit’s relations).
Виктор Вебер же в своей амбициозной попытке представить публике «настоящего Винни-Пуха» совершенно потерял узнаваемость Родных и Знакомых как собирательного персонажа книги, превратив их в «безликую массу друзей и родичей, родичей и знакомых, знакомых и родичей, друзей и родственников Кролика».

## В творчестве А. Милна
Родные и Знакомые — зверюшки, которые приходятся Кролику племянниками и внучатыми племянниками. Милн точно их не описывает, но говорится, что они «были всех сортов и размеров (начиная с тех, на которых вы иногда нечаянно наступаете, и кончая теми, которые иногда нечаянно залетают вам в глаз)». Никто точно не знает, сколько их.
Отсутствие имён у этих персонажей, возможно, отражает снобизм и эгоцентризм основных персонажей Милна, которые смотрят на маленьких зверюшек свысока. Кроме того, для идеального, пасторального мира Милна характерно отсутствие семьи и семейных обязанностей: Кролик может спокойно игнорировать и этих безличных существ, и своего живущего в другом лесу дедушку.
Согласно трактовке В. П. Руднева, неисчислимость друзей и знакомых Кролика (как и упоминания о «дедушках», «дядюшках», «тётях», часто явно вымышленных, как дядя Пятачка по имени «Посторонним В.») служит для своего рода подтверждения реальности описанного Милном вымышленного мира, который отличает характерная для детского сознания ограниченность: всех обитателей Стоакрового леса можно пересчитать по пальцам, даже появление Кенги и Крошки Ру вызывает переполох. Этой ограниченности и противостоит существование Родных и Знакомых Кролика. «Они, естественно, плодятся, как кролики, и поэтому неквантифицируемы. Их неопределенно много… их имеется настолько неопределенное количество, что о них нельзя сказать, что они точно есть или их точно нет, — одним больше, одним меньше, они, как частицы в квантовой механике, появляются и аннигилируют беспрестанно».

### Сашка-Букашка
По имени из Родных и Знакомых не назван практически никто, кроме самого маленького Родного и Знакомого, которого в переводе Заходера зовут Сашка-Букашка (англ. Alexander Beetle, у В. Вебера — Алекс Жукалекс, у В. П. Руднева дословный перевод — Александр Жук). «Жук Александр» фигурировал в более раннем стихотворении Милна «Прощение» о мальчике, который держал жука в спичечном коробке, но его случайно выпустила няня. Судя по описанию Милна, «Александр» был жуком-бомбардиром. Этот персонаж получил определённую известность благодаря как «Винни-Пуху», так и ставшему хрестоматийным стихотворению.
- Песня Аlexander Beetle на стихи Милна была написана американской певицей Мелани и вошла в альбом Candles in the Rain (1970).
- Сине-красный «Жук Александр» фигурировал также в одном из эпизодов «Маппет-шоу».

## В культуре
Родные и Знакомые не появляются ни в советском, ни в диснеевском мультфильме, поэтому почти никто не знает, как они выглядят. На иллюстрациях Эрнеста Шепарда можно заметить зайчиков и кроликов разного размера. Эти персонажи также изображены на иллюстрациях Бориса Диодорова в виде толпы кроликов. Первоначально сцены с участием Родных и Знакомых были запланированы в диснеевском мультфильме «Медвежонок Винни и его друзья» (2011), но затем вырезаны. Отрывок с этими сценами вошёл в издание на DVD и Blu-ray: диснеевские художники изобразили трёх кроликов, двух мышей, ёжика, белку и мотылька. В мультфильме Кролик говорит о них как об интеллигентных и хорошо воспитанных особах, хотя в книге относился к ним небрежно и презрительно.
Фраза «родные и знакомые кролика» (наряду с рядом других цитат из «Винни-Пуха») стала крылатым выражением.